# جرئت یا حقیقت (ترانه)
جرئت یا حقیقت (انگلیسی: Truth or Dare) ترانه‌ای از تایلا، خواننده اهل آفریقای جنوبی برای نخستین آلبوم استودیویی او به نام تایلا (۲۰۲۴) است. این ترانه در ۱ دسامبر ۲۰۲۳ توسط فکس و اپیک رکوردز به همراه دو ترانهٔ دیگر به عنوان تک‌آهنگ تبلیغاتی منتشر شد.

## جدول‌های موسیقی
| جدول (۲۰۲۳–۲۰۲۴)                                    | بالاترین جایگاه |
| --------------------------------------------------- | --------------- |
| تک‌آهنگ‌های داغ خارجی ژاپنی (بیلبورد ژاپن)            | ۱۵              |
| تک‌آهنگ‌های داغ نیوزیلند (آرام‌ان‌زی)                   | ۱۱              |
| آفریقای جنوبی (تی‌اواس‌ای‌سی)                          | ۱۵              |
| ایرپلی آفریقای جنوبی (تی‌اواس‌ای‌سی)                   | ۱               |
| افروبیت بریتانیا (اوسی‌سی)                           | ۱               |
| ایالات متحده فوران‌کننده زیر ۱۰۰ آهنگ داغ (بیلبورد)  | ۴               |
| ترانه‌های افروبیت ایالات متحده (بیلبورد)             | ۳               |
| ترانه‌های داغ آراندبی/هیپ-هاپ ایالات متحده (بیلبورد) | ۴۱              |
| ایرپلی آراندبی/هیپ-هاپ ایالات متحده (بیلبورد)       | ۲۶              |
| ریتمیک ایالات متحده (بیلبورد)                       | ۱۷              |
| فروش ترانه‌های دیجیتال ایالات متحده (بیلبورد)        | ۴               |

## گواهی‌نامه‌ها
| منطقه                                   | گواهی | واحد گواهی‌شده/فروش |
| --------------------------------------- | ----- | ------------------ |
| برزیل (پرو موزیکا برزیل)                | Gold  | ۲۰٬۰۰۰             |
| کانادا (میوزیک کانادا)                  | Gold  | ۴۰٬۰۰۰             |
| رقم فروش+پخش جاری تنها بر پایهٔ گواهی‌ها. |       |                    |

## تاریخچه انتشار
| منطقه        | تاریخ         | فرمت                  | ناشر     | منابع |
| ------------ | ------------- | --------------------- | -------- | ----- |
| مختلف        | ۱ دسامبر ۲۰۲۳ | دانلود دیجیتال استریم | فکس اپیک |       |
| ایالات متحده | ۱۳ فوریه ۲۰۲۴ | رادیو معاصر ریتمیک    | فکس اپیک |       |